# Cases Pascual i Pons
Les Cases Pascual i Pons són un conjunt arquitectònic situat al Passeig de Gràcia, 2-4 entre els carrers de Casp i la Ronda de Sant Pere de la Dreta de l'Eixample de Barcelona, catalogat com a Bé Cultural d'Interès Local.

## Història
El 1890, l'arquitecte Enric Sagnier i Villavecchia va projectar la casa del xamfrà de la Ronda de Sant Pere per a Alexandre Maria Pons i Serra, i la del carrer de Casp per a la seva germana Isidra, esposa de Sebastià Pascual i Bofarull. Amdues edificacions van ser construïdes entre aquest any i el següent.
El 1922 es va realitzar la remunta del cos més oriental de la façana de la Ronda de Sant Pere, que en origen era més baix. Durant molt anys fou la seu de la companyia d'assegurances Catalana Occident, que encara en continua essent la propietària.
El conjunt va patir una important restauració l'any 1984, a càrrec dels tallers MBM (Martorell-Bohigas-Mackay), Espinet-Ubach i Lluis Pau, que van actuar especialment a les façanes, introduint-hi elements nous com el cos de finestres sota del ràfec i la remunta enretirada, i es van remodelar també tots els interiors.
L'estudi Espinet-Ubach ha estat també l'autor de la darrera reforma, enllestida el 2023. El 31 d'agost del 2018 va tancar les portes el Bracafé que ocupava el número 2 del carrer de Casp des de feia 87 anys, ja que el projecte hi havia previst l'entrada a l'aparcament soterrat.

## Descripció
Es tracta d'un edifici de planta poligonal i sis plantes (baixos, principal, tres pisos més i el nivell de sota coberta), i les façanes es caracteritzen per la seva composició simètrica amb elements de clara inspiració goticista i els seu acabament amb pedra vista.
La planta baixa es configura com un cos d'obertures de dissemblant tipologia dels locals comercials i els seus aparadors. També s'hi troben les dues portes d'entrada a les escales de veïns, que es configuren com grans portalades de pedra dins de l'estil neogòtic que domina tota la construcció.
El pis principal és probablement un dels més emblemàtics del conjunt, no tan sols per les finestres de traceria d'inspiració gòtica sinó per l'alçaria d'aquestes, i les balconades amb barana de pedra calada localitzades a la banda del Passeig de Gràcia. La resta de plantes disposen de finestres rectangulars motllurades que prenen com a referència models del gòtic tardà català. Algunes d'aquestes finestres es troben obertes a balcons amb volada de pedra i barana de ferro, les quals estan ricament treballades amb motius geomètrics i florals que tenen una certa similitud amb els motius de les traceries. El darrer pis de finestres, corresponent al cinquè nivell de la finca, es configura com un cos de finestres coronelles trilobades amb columneta central que reprodueixen els models medievals característics a la ciutat de Barcelona al segle xiii.
El darrer pis es correspon amb la zona de sota coberta, amb obertures d'escassa alçària entre pilars de secció quadrada, a sobre dels quals es recolza el gran ràfec de fusta que remata l'edifici.
Una especial menció mereixen les torres, una semicircular i una poligonal, que articulen les cantonades entre els frontis de Passeig de Gràcia i Ronda Sant Pere i el carrer Casp. La seva configuració perplantes, especialment pel que fa a les obertures, és força similar a la resta de la façana, però d'una banda les obertures de la planta baixa, decorades amb un guardapols que es recolza a sobre d'unes mènsules esculpides, i d'altra, el coronament que a manera de cornisa amb pinacles remata aquest cos. Les torres es culminen amb una coberta cònica en punta i escates que és sense dubte un dels elements més característics de la finca.
Pel que fa a l'interior, el pas del temps i el canvi d'usos dels diversos pisos i espais ha tingut com a conseqüència una variació del projecte arquitectònic original. D'entre aquests destaca la sala noble, on es conserva una llar de foc de fusta amb un gran treball escultòric. Aquest element disposa d'un cos inferior on es localitza la llar pròpiament dit emmarcat per parelles de columnes de fusta amb fust estriat i capitells vegetals. Als angles es localitzen dos elements esculpits que representen dues figures, una masculina i una femenina que serveixen de base a l'estructura superior. Aquest cos, també en fusta, presenta una escena en baix relleu a la banda frontal, la qual reprodueix una batalla a cavall i està emmarcada per un arc conopial amb florons. A sengles costats d'aquesta escena es disposen dues escultures figuratives, les quals queden protegides per una mena de dosseret d'inspiració gòtica. A més de la llar de foc cal destacar els vitralls que reprodueixen diferents escenes figuratives.
De la planta baixa cal destacar el vestíbul de la finca, amb una escala noble de marbre i barana de pedra amb traceria, de la que destaca especialment el pilar que la sosté, decorada amb la figura d'un mico que toca el violoncel.